# Arkadij Popow
Arkadij Iwanowicz Popow, ros. Аркадий Иванович Попов (ur. 1906, zm. 19 października 1944 w rejonie Dubrownika) – rosyjski emigrant, oficer lotnictwa jugosłowiańskiego (kapitan), a następnie sił lotniczych Niepodległego Państwa Chorwackiego, dowódca 1 Eskadry Lotniczej Narodowej Armii Wyzwolenia Jugosławii podczas II wojny światowej.

## Życiorys
Pochodził z Kozaków dońskich. Jako kadet wstąpił do wojsk Białych. Po klęsce wojsk gen. Piotra Wrangla na Krymie jesienią 1920 r., zamieszkał w Królestwie SHS. Ukończył Doński Korpus Kadetów im. Imperatora Aleksandra III, po czym wstąpił do armii jugosłowiańskiej. Służył w lotnictwie wojskowym, dochodząc do stopnia kapitana. Po zajęciu Jugosławii przez wojska niemieckie w kwietniu 1941 r., przeszedł nowo formowanych sił lotniczych Niepodległego Państwa Chorwackiego (NDH). Awansował do stopnia majora. W 1944 r. przeleciał na stronę komunistycznych partyzantów jugosłowiańskich. Objął dowództwo 1 Eskadry Lotniczej Narodowej Armii Wyzwolenia Jugosławii (NOVJ). Latał na samolocie myśliwskim Supermarine Spitfire, na burcie którego wykonał napis МСТИТЕЛ ЗА 5 ОФАНЗИВУ (pol. „Mściciel za piątą ofensywę”, jak nazywana była bitwa nad Sutjeską). 19 października tego roku podczas ataku na niemiecką kolumnę pancerną w rejonie miasteczka Ston w okolicy Dubrownika został trafiony przez działko przeciwlotnicze, po czym uszkodzonym samolotem dokonał samobójczego ataku na czołgi.